# Marc Lalonde
Marc Lalonde PC OC QC (* 26. Juli 1929 in L’Île-Perrot, Québec; † 6. Mai 2023) war ein kanadischer Rechtsanwalt und Politiker der Liberalen Partei.

## Leben
Nach dem Schulbesuch studierte Lalonde Rechtswissenschaften und schloss das Studium mit einem Lizenziat (LL.L.) ab. Ein anschließendes postgraduales Studium beendete er mit einem Master of Arts (M.A.) und war daraufhin als Rechtsanwalt tätig. Seine politische Laufbahn begann er als Kandidat der Liberalen Partei, als er bei der Wahl vom 30. Oktober 1972 erstmals als Mitglied in das Unterhaus gewählt wurde und in diesem bis Juli 1984 den Wahlkreis Outremont vertrat.
Im November 1972 wurde er von Premierminister Pierre Trudeau als Minister für Nationale Gesundheit und Wohlfahrt in das 20. Bundeskabinett berufen und behielt diese Funktion bis September 1977. Daneben war er zwischen November 1972 und September 1976 Minister für den Amateursport sowie von August 1974 bis Juni 1979 Minister mit der Verantwortung für den Status von Frauen. Nach einer zusätzlichen Verwendung als Staatsminister für die Beziehungen zwischen Bund und Provinzen und Territorien Kanadas von September 1977 bis November 1978, war er bis zum Ende von Trudeaus erster Amtszeit im Juni 1979 Justizminister und Attorney General.
Als Trudeau nach dem Wahlsieg der Liberalen Partei bei der Wahl vom 18. Februar 1980 als Premierminister das 22. Bundeskabinett bilden konnte, wurde Lalonde im März 1980 Minister für Energie, Bergbau und Ressourcen. Nach einer Kabinettsumbildung erfolgte im September 1980 seine Ernennung zum Finanzminister. Er behielt dieses Ministeramt von Juni bis September 1984 auch in der nur 79 Tage amtierenden 23. Bundesregierung unter dem Vorsitz von Premierminister John Turner. Während dieser Zeit war er von Februar 1981 bis 1984 auch zuständiger Regionalminister im Bundeskabinett für Québec.
Nach seinem Ausscheiden aus Regierung und Parlament war er wieder als Rechtsanwalt tätig. 1989 wurde er zum Offizier des Order of Canada ernannt. Grund dieser Ehrung waren seine langjährigen Verdienste in öffentlichen Angelegenheiten in mehreren Funktionen und als Bundesminister, die ihm nationale und internationale Anerkennung einbrachten. 2004 wurde er in die Canadian Medical Hall of Fame aufgenommen. In den 1990er Jahren fungierte er in zwei Fällen als Ad-hoc-Richter am Internationalen Gerichtshof in Den Haag.
Als am 8. September 1999 der deutsche Rüstungslobbyist Karlheinz Schreiber gegen eine Kaution von 1,2 Millionen kanadischen Dollar (740.000 Euro) auf freien Fuß kam, wurde diese Kaution von Schreibers Frau Barbara, einem Mövenpick-Manager, Elmar MacKay, einem Vertrauten des früheren kanadischen Premierministers Brian Mulroney sowie Lalonde gestellt.